# Cattedrale di Notre-Dame (Lussemburgo)
La cattedrale di Nostra Signora (lussemburghese: kathedral Notre-Dame, francese: cathédrale Notre-Dame, tedesco: Kathedrale unserer lieben Frau) è la cattedrale cattolica di Lussemburgo.

## Storia e descrizione

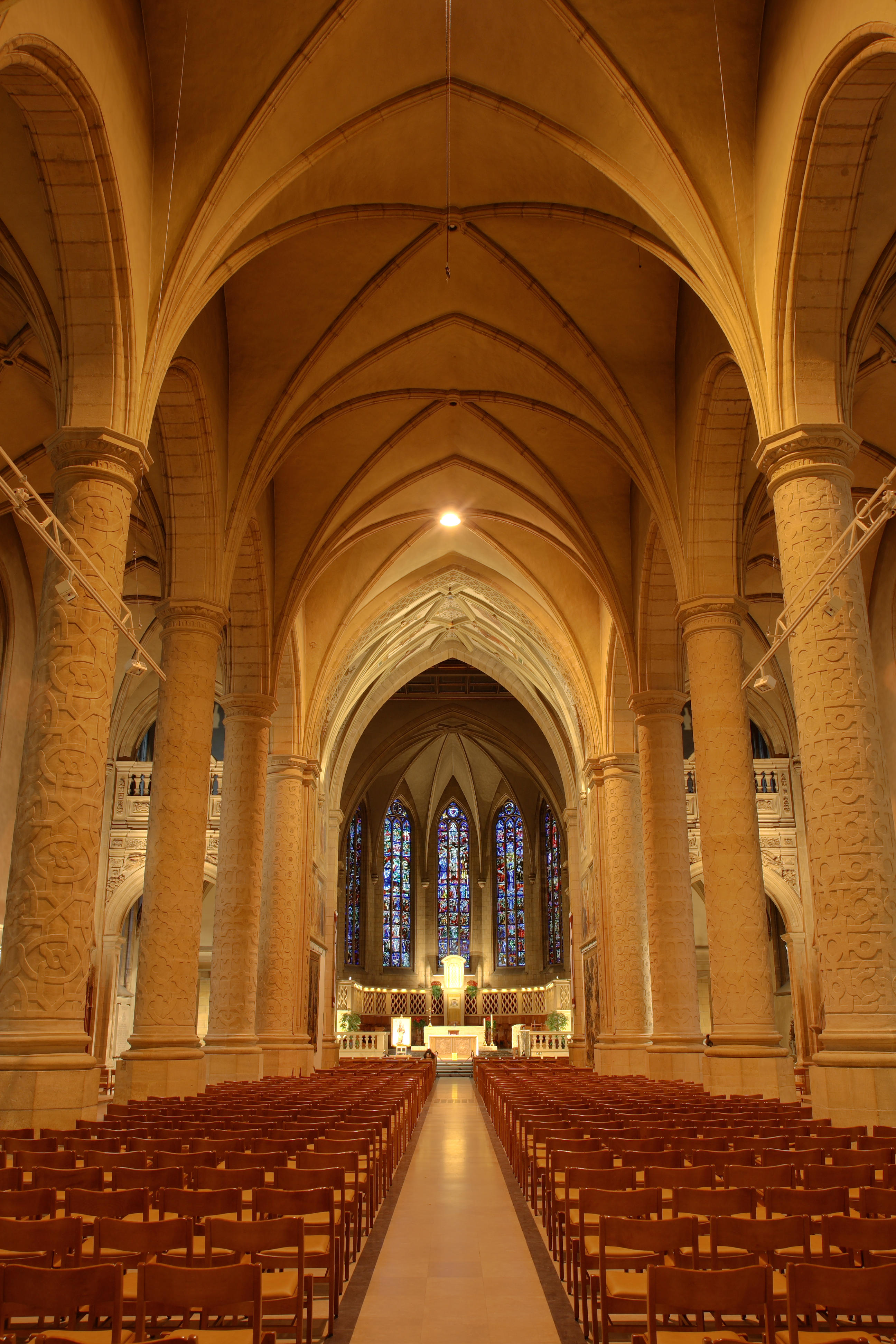
L'interno

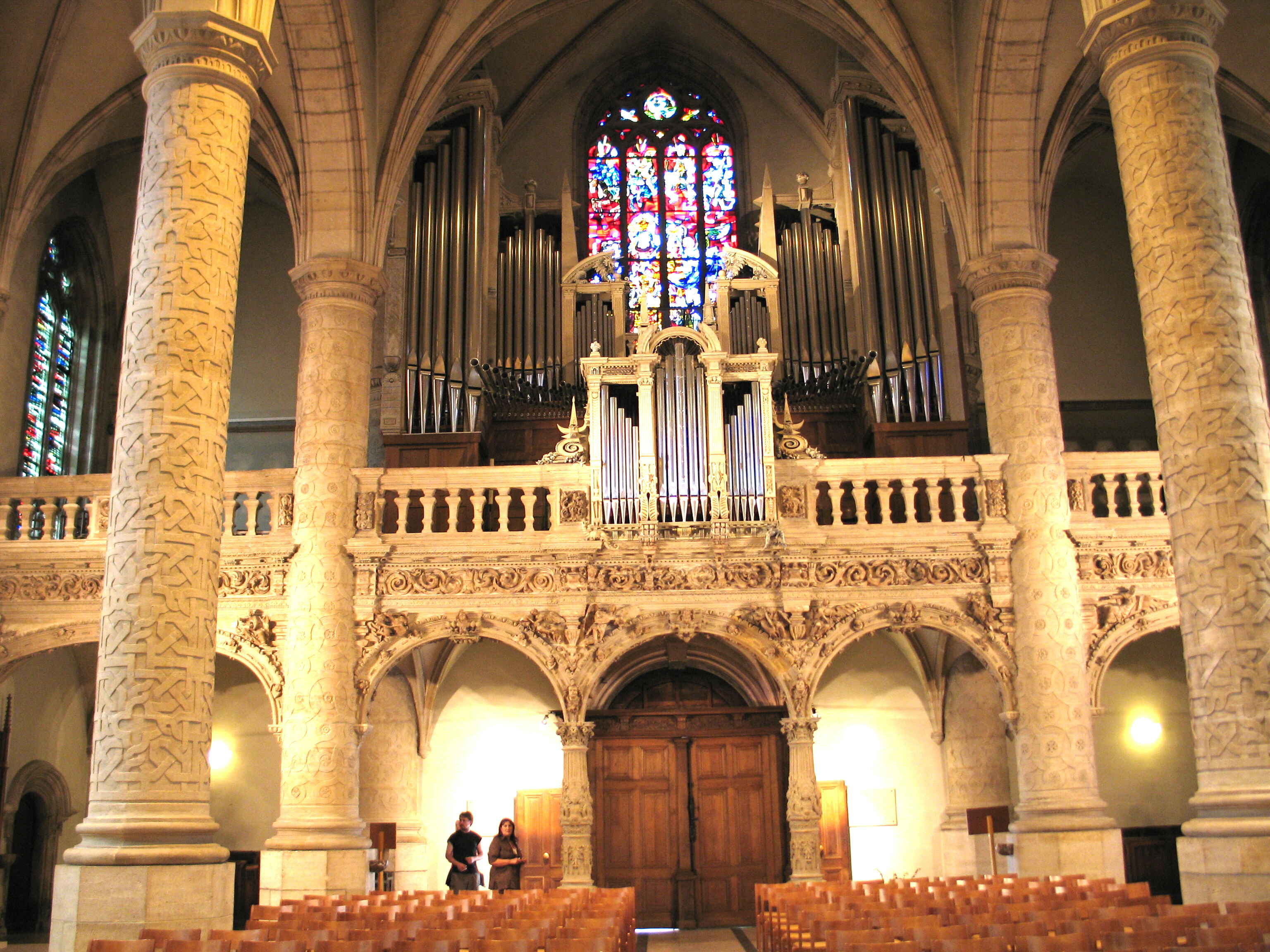
La cantoria barocca di Daniel Muller da Freiberg.

La chiesa venne eretta dai Gesuiti, che stabilitisi in città nel 1594, divennero potenti con l'apertura di un collegio nel 1603 e decisero l'erezione di un grande edificio religioso.
La chiesa venne eretta in stile tardo gotico, con influssi rinascimentali su progetti del gesuita Jean Du Blocq, mentre la direzione dei lavori fu affidata a Ulrich Job da Lucerna. La prima pietra fu posta il 7 maggio 1613 dal rettore del collegio, François Aldenard.
Dopo otto anni di lavori la chiesa era terminata e il 17 ottobre 1621 venne solennemente consacrata dal vescovo ausiliare di Treviri Georg von Helffenstein e dedicata all'Immacolata Concezione.
Negli anni seguenti seguirono continui lavori di abbellimento e ammodernamento, e videro soprattutto la creazione dei prezioso mobilio barocco, fra cui emergono i confessionali e la grande tribuna della cantoria, quest'ultima, riccamente scolpita, è opera di Daniel Muller da Freiberg.
Nel 1773 la Compagnia di Gesù viene soppressa da papa Clemente XIV; il collegio viene mantenuto per poi divenire l'Ateneo di Lussemburgo e sede della Biblioteca Nazionale, mentre la loro chiesa di Lussemburgo viene, nel 1778, elevata a parrocchiale e intitolata ai Santi Nicola e Teresa. Nel 1794 la parrocchiale accoglie la statua miracolosa della Madonna Consolatrice degli afflitti, che si trovava in una cappella fuori le mura e divenuta patrona del Lussemburgo. Tuttavia già nel 1801, cambia dedica, e viene intitolata a San Pietro, ritornerà alla Madonna nel 1848.
In seguito all'indipendenza del Granducato di Lussemburgo del 1867, la parrocchiale viene elevata a cattedrale il 27 settembre 1870 da Papa Pio IX; e un secolo più tardi, nel 1988, diviene arcidiocesi.
Nuovi, imponenti, lavori di ampliamento furono affidati all'architetto Hubert Schumacher tra il 1935 e il 1938. Inoltre il coro venne rifatto nel 1962-63. Alla fine della ristrutturazione la cattedrale venne di nuovo consacrata l'8 dicembre 1963, giorno dell'Immacolata Concezione.
Una cripta costruita nel sottosuolo, e dedicata a San Pietro, svolge la funzione di necropoli dei Granduchi del Lussemburgo. L'altare della cripta è opera dello scultore Claus Cito.

## Personaggi sepolti
Nella cripta sono inumati numerosi membri della famiglia ducale del Lussemburgo:
- Giovanni I di Boemia, Conte di Lussemburgo, Re di Boemia (12 agosto 1296 - 26 agosto 1346), figlio dell'imperatore Enrico VII di Lussemburgo.
- Maria Anna di Braganza (13 luglio 1861 - 31 luglio 1942), sposa di Guglielmo IV di Lussemburgo.
- Maria Adelaide di Lussemburgo, Granduchessa di Lussemburgo (14 giugno 1894 - 24 gennaio 1924), figlia di Guglielmo IV di Lussemburgo.
- Carlotta di Lussemburgo, Granduchessa di Lussemburgo (23 gennaio 1896 - 9 luglio 1985), figlia di Guglielmo IV di Lussemburgo.
- Felice di Borbone-Parma, principe consorte di Lussemburgo (28 ottobre 1893 - 8 aprile 1970), marito di Carlotta di Lussemburgo.
- Carlo di Lussemburgo, principe di Nassau e Borbone-Parma (7 agosto 1927 - 26 luglio 1977), figlio di Carlotta di Lussemburgo.
- Giuseppina Carlotta del Belgio, principessa belga (11 ottobre 1927 - 10 gennaio 2005), figlia di Leopoldo III del Belgio e moglie di Giovanni di Lussemburgo.
- Giovanni di Lussemburgo,   Granduca di Lussemburgo (5 gennaio 1921 - 23 aprile 2019), figlio di Carlotta di Lussemburgo.

Due altri granduchi di Lussemburgo, Adolfo di Lussemburgo e Guglielmo IV di Lussemburgo, non furono sepolti qui, ma nella Schlosskirche di Weilburg, in Germania.

## Galleria d'immagini

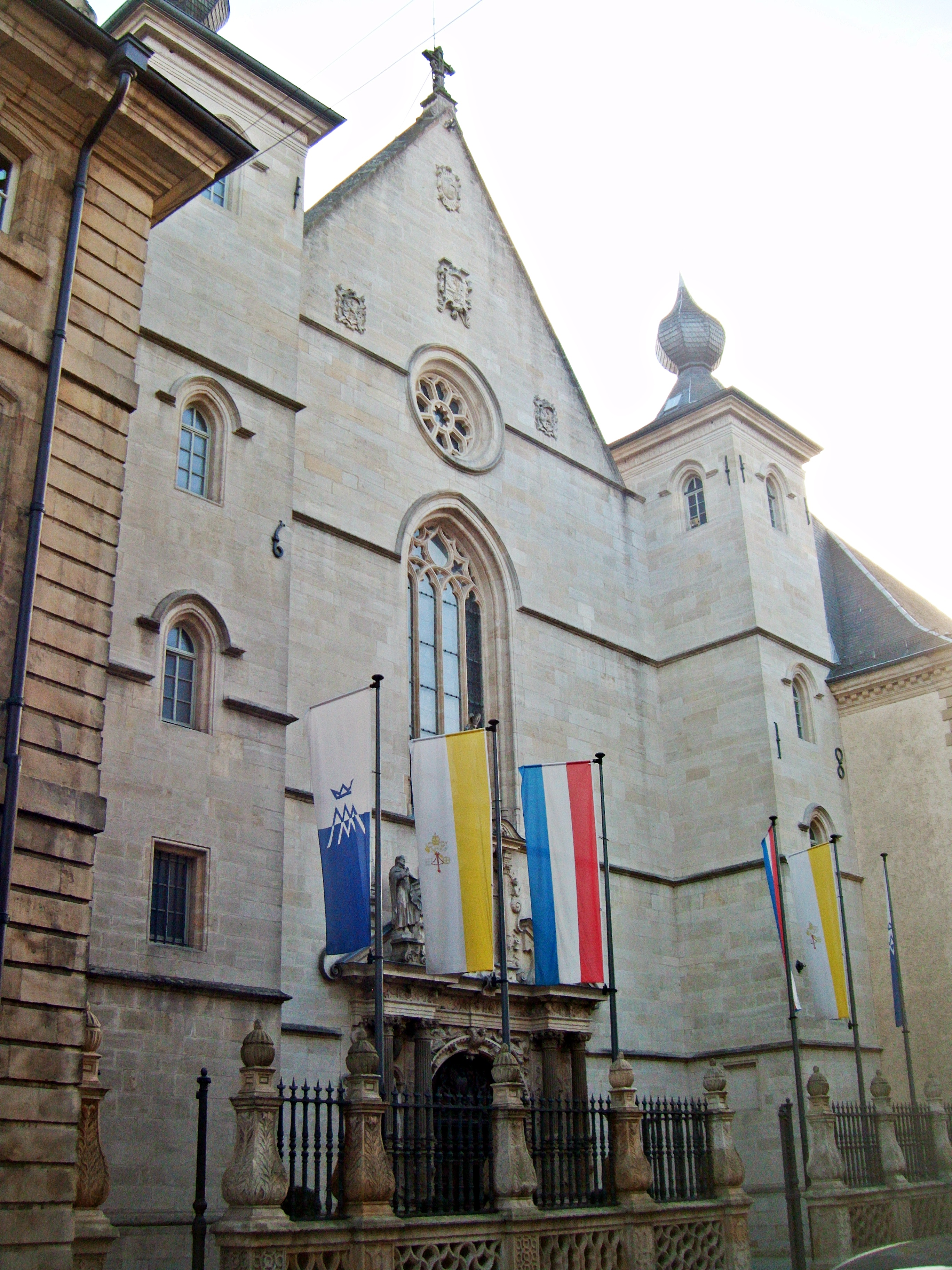
Facciata principale
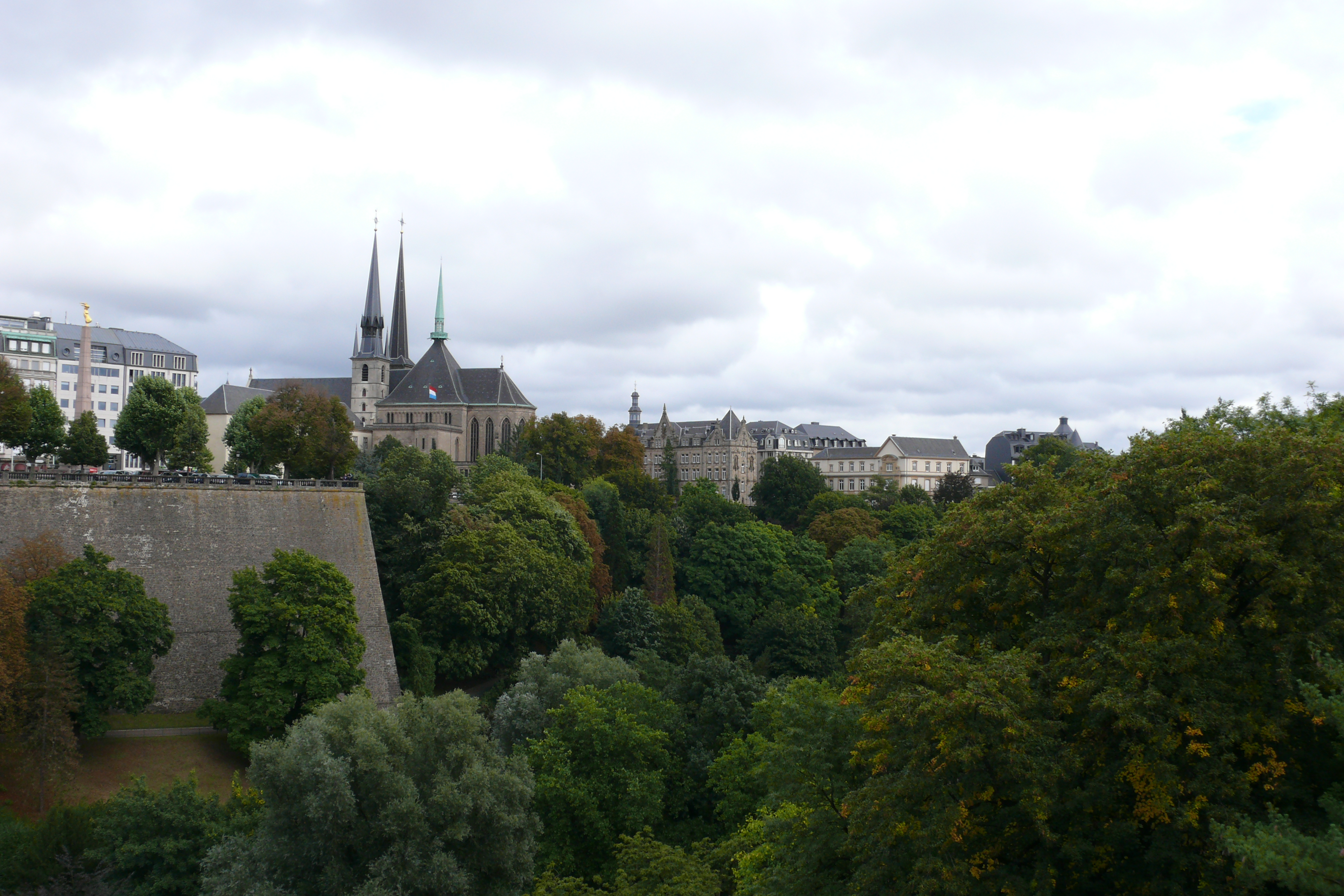
La cattedrale nel panorama cittadino
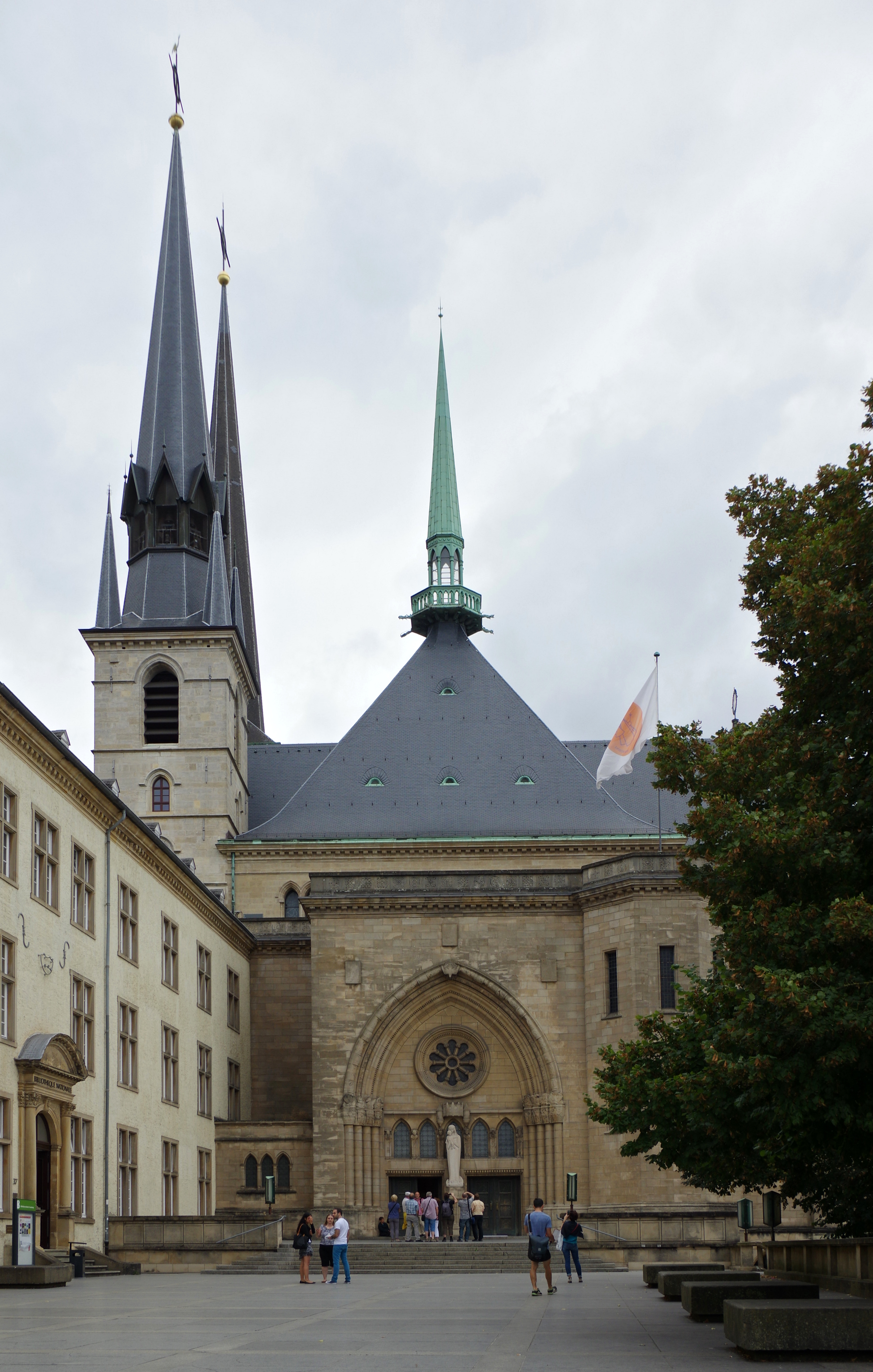
Veduta dell'esterno con le affilatissime guglie
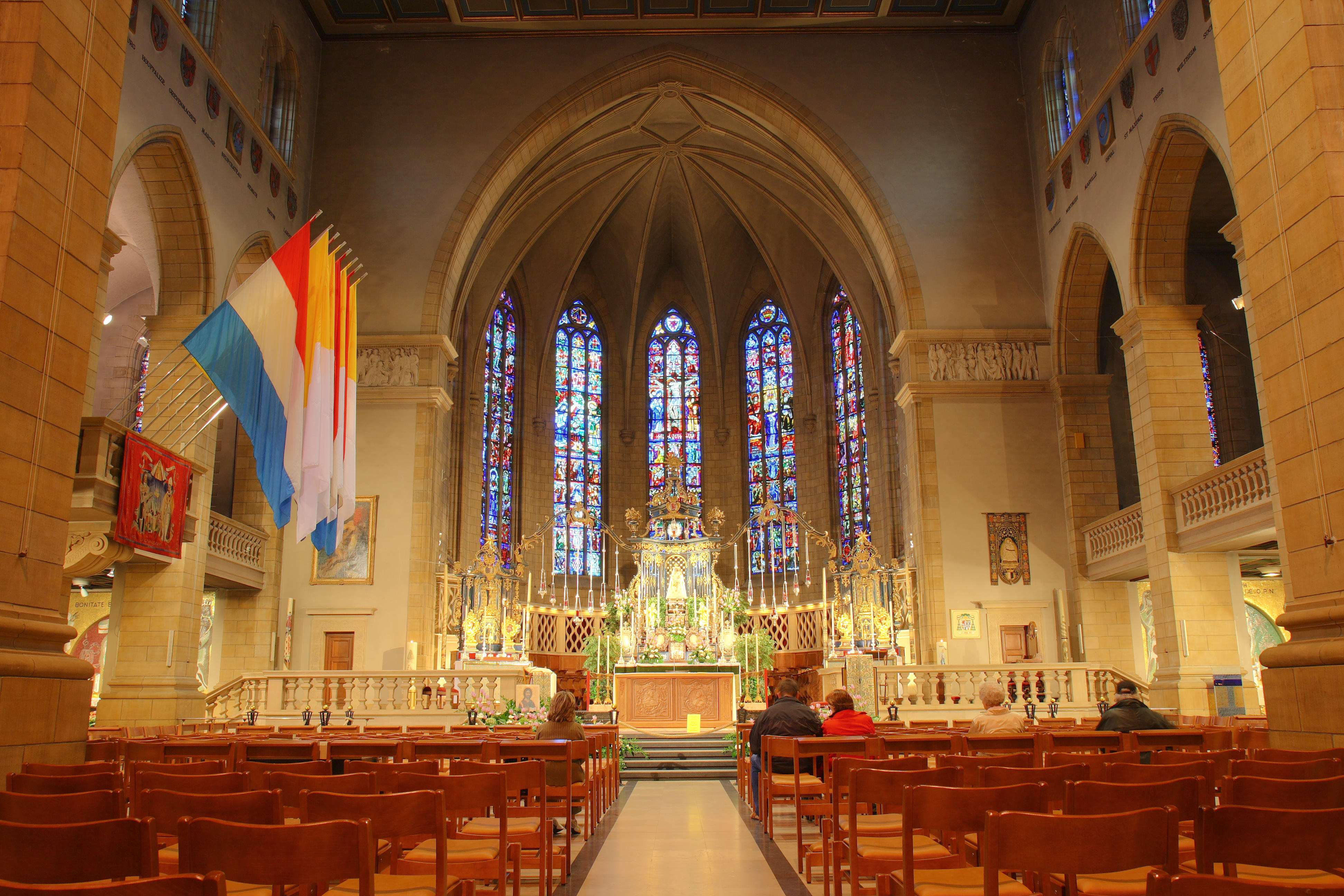
Coro
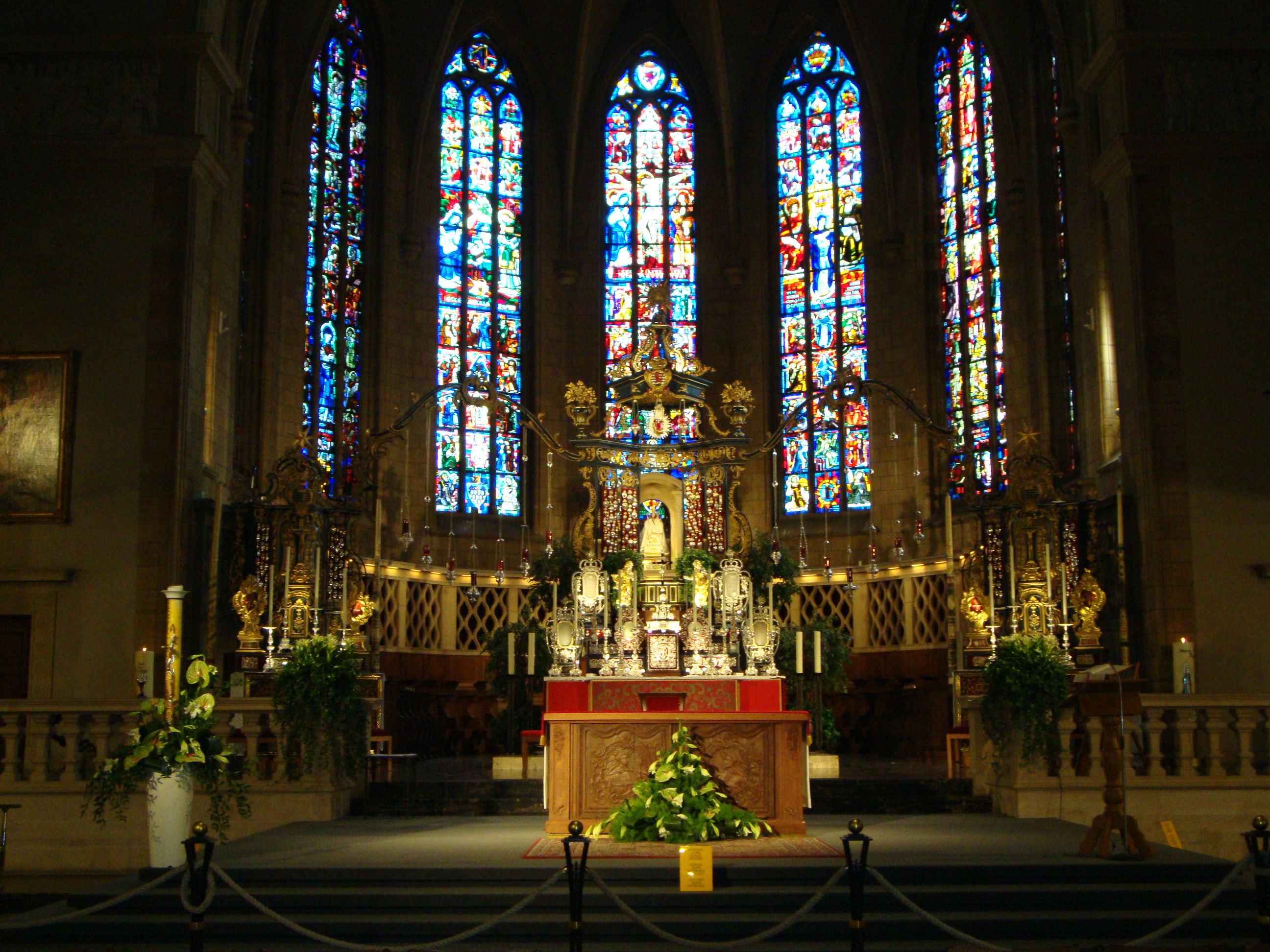
Coro
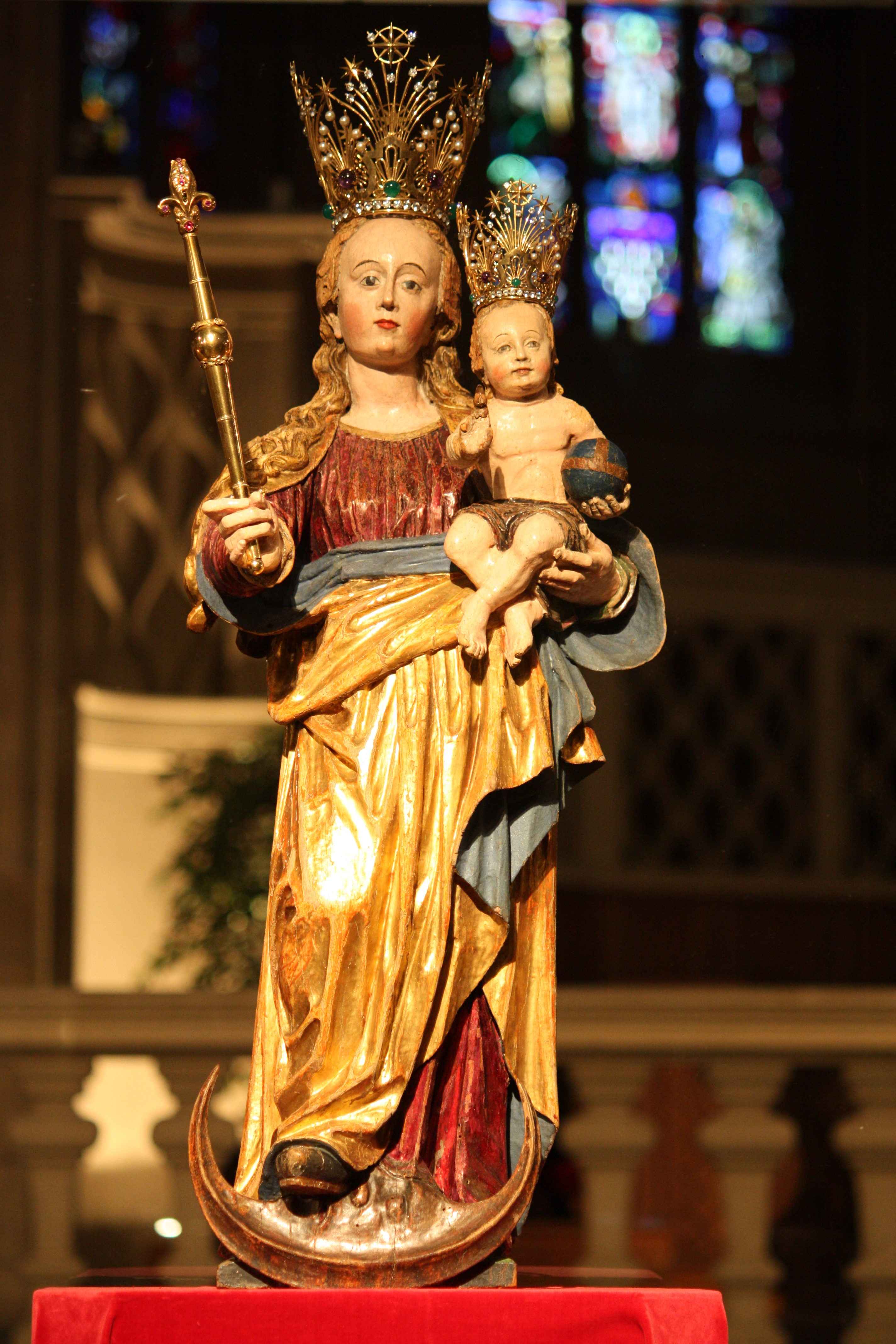
Statua della Madonna Consolatrice degli afflitti
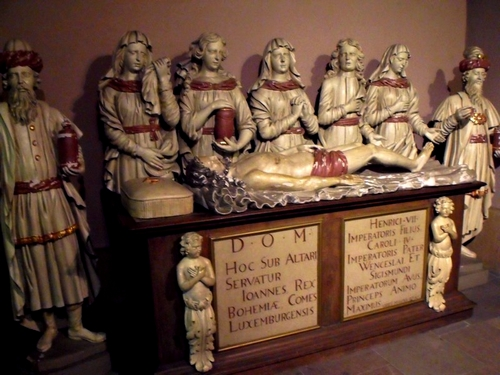
Tomba di Giovanni I di Boemia nella cripta della cattedrale
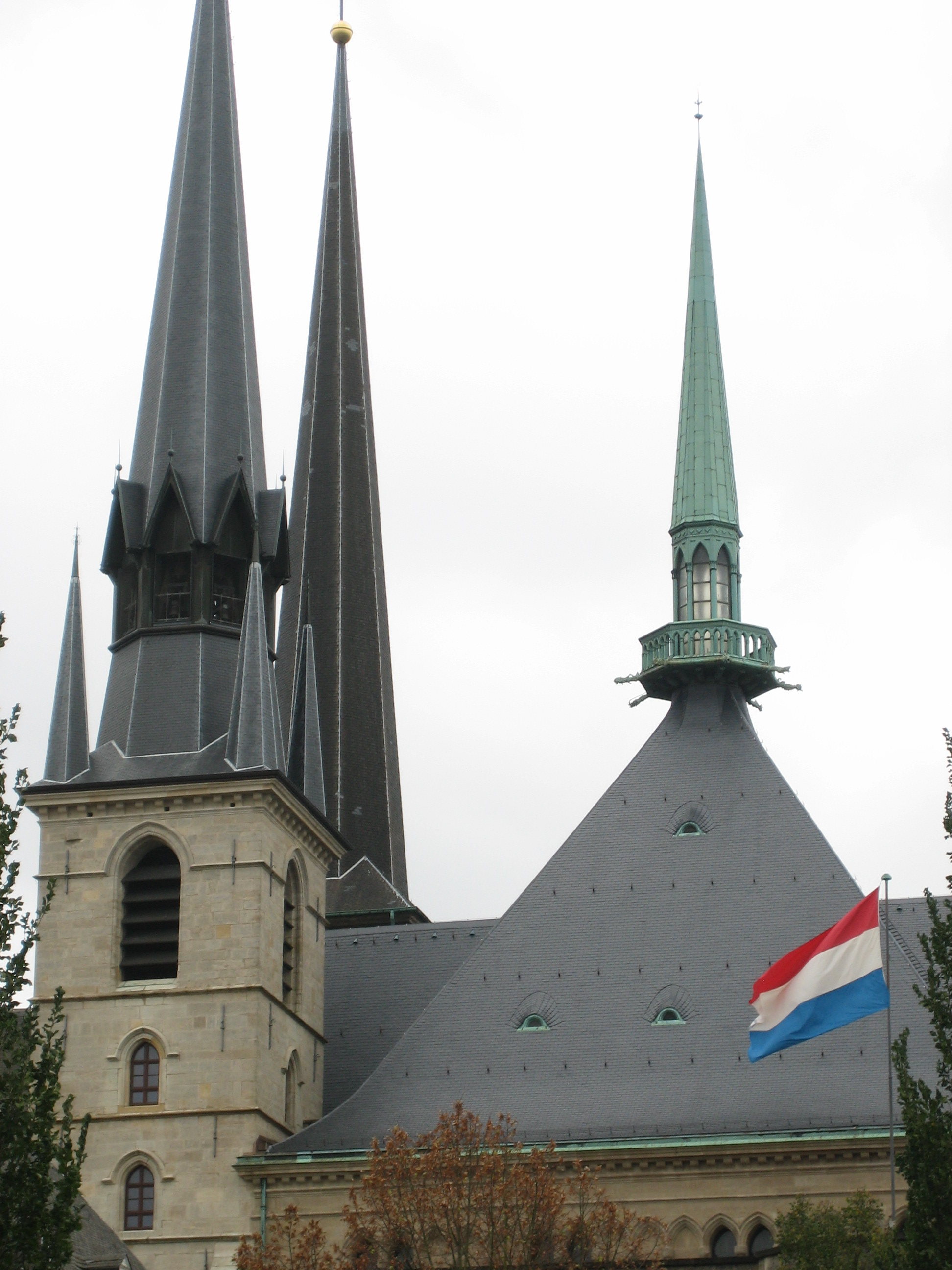
Vista della Cattedrale